# Дражен Прелеч
Дражен Прелеч (хорв. Drazen Prelec) — професор управління та економіки в MIT Sloan School of Management [Архівовано 19 лютого 2019 у Wayback Machine.] (Кембридж, Масачусетс, США), дослідник галузі нейроекономіки. 
Прелеч вивчав прикладну математику в Гарвардському університеті. Уже працюючи, готувався отримати ступінь доктора філософії з експериментальної психології, а в 1991 році вступає до Массачусетського технологічного інституту.
Дослідження Дражена Прелеча і Дункана Сіместера[недоступне посилання з липня 2019] показали, що люди, які купують квитки на спортивні заходи,  готові платити значно більше, використовуючи кредитні картки, ніж коли б вони купували квитки за готівку.
Прелеч також розробив систему для виявлення більш правдивих відповідей під час опитувань. Він запропонував у анкетах ставити парні запитання, одне з яких пропонує респонденту написати власну думку. Наступних респондентів просять оцінити думки попредніх.